# دييغو خواكين باييس
دييغو خواكين باييس (بالإسبانية: Diego Joaquín País)‏ هو لاعب كرة قدم أرجنتيني في مركز الهجوم، ولد في 6 يوليو 1976 في باهيا بلانكا في الأرجنتين. لعب مع أوليمبو ونادي كارتاهينيس ونادي مانتوفا وهيلاس فيرونا.